# مارسل استپانیان
مارسل استپانیان، موسیقی‌دان، آهنگساز، نوازندهٔ پیانو و رهبر ارکستر ارمنی‌تبار اهل ایران است. او بنیان‌گذار و رهبر سابق «ارکستر پاپ» رادیو تلویزیون ملی ایران است.

## ارکستر پاپ
پس از تشکیل سازمان رادیو تلویزیون ملی ایران در دههٔ ۱۳۴۰، مارسل استپانیان (مارسل استپانی) ارکستر پاپ را در این سازمان بنیان گذاشت. این ارکستر در ابتدا ۱۴ نوازنده داشت که اسدالله ملک به عنوان تنها نوازندهٔ ویلنِ گروه، با ارکستر پاپ همکاری داشت. ارکستر پاپ در زمان مدیریت هوشنگ ابتهاج بر واحد موسیقی رادیو تلویزیون، «ارکستر جوانان» نام داشت. مارسل دیرِ استپانی از سال ۱۳۴۶ تا ۱۳۵۷ رهبر ارکستر «جاز پاپ» و «هنر برای مردم» بود. او که پیش از همکاری با رادیو، در «کلاب آمریکایی‌ها» موسیقی جَز می‌نواخت، پس از انقلاب سال ۱۳۵۷ ایران، به لس آنجلس آمریکا مهاجرت کرد. حسن شماعی‌زاده از او به عنوانِ «بزرگترین موسیقی‌دانِ جَز ایران» یاد کرده‌است.

## آثار هنری
مارسل استپانیان در زمینهٔ آهنگسازی و تنظیم موسیقی، با خوانندگانی همچون حسن شماعی‌زاده، پوران، سیمین غانم، ستار، جهانگیر افشین، افشین مقراضی، مصطفی خاک‌نگار و … همکاری داشته‌است.
برخی از آثار مارسل استپانیان عبارتند از:
- آهنگسازی ترانهٔ «اولین عشق» با شعر کریم فکور و صدای پوران[۹]
- آهنگسازی و تنظیم ترانهٔ «نرفتن و موندن» با شعر مسعود محمودی و صدای حسن شماعی‌زاده[۱۰]
- تنظیم ترانهٔ «مرداب» با شعر اردلان سرفراز و صدای حسن شماعی‌زاده [۱۱]
- آهنگسازی ترانهٔ «معجزه‌گر» با تنظیم آرا هایراپتیان و صدای نوش‌آفرین[۱۲]
- تنظیم ترانهٔ «پرنده» با آهنگسازی حسن شماعی‌زاده با شعر اردلان سرفراز و صدای سیمین غانم[۱۳]
- تنظیم ترانهٔ «عروسک» با آهنگسازی فریبرز لاچینی با شعر اردلان سرفراز و صدای ستار[۱۴]
- تنظیم ترانهٔ «شب و شمع» با آهنگسازی فریبرز لاچینی با شعر شهیار قنبری و صدای ستار[۱۴]
- تنظیم ترانهٔ «مرداب» با صدای فریدون فروغی[۱۵]
- تنظیم ترانهٔ «تردید» با آهنگسازی محمود قراملکی با شعر بیژن سمندر و صدای جهانگیر افشین[۱۶]
- تنظیم ترانهٔ «عید مبارک» با شعر الفت و آهنگسازی و صدای افشین مقراضی[۱۷]
- تنظیم ترانهٔ «آمد نوبهار» با شعر اسماعیل نواب صفا، آهنگسازی مهدی خالدی و صدای نادر گلچین[۱۸]
- تنظیم ترانهٔ «دیوونه بود این‌ دل» با آهنگسازی و صدای عباس مهرپویا[۱۹]
- تنظیم ترانهٔ «برگ ریزان» با شعر تورج نگهبان و آهنگسازی و صدای عباس مهرپویا[۲۰]
- تهیه‌کنندگی آلبوم موسیقی آئین وفا با خوانندگی مرضیه[۲۱]